# ATV-002 Johannes Kepler
ATV-002 Johannes Kepler var ESA:s andra Automated transfer vehicle, för att leverera förnödenheter, syre, vatten och bränsle till rymdstationen ISS. Uppskjutningen skedde den 16 februari 2011. Farkosten dockade med rymdstationen den 24 februari 2011. Farkosten var dockad med ISS fram till den 20 juni 2011. Den brann upp i jordens atmosfär den 21 juni 2011.
Farkosten uppkallades efter den tyske astronomen Johannes Kepler.

### Fotnoter
1. ↑  ”NASA Space Science Data Coordinated Archive” (på engelska). https://nssdc.gsfc.nasa.gov/nmc/spacecraft/display.action?id=2011-007A. Läst 26 februari 2020.
2. ↑  Manned Astronautics - Figures & Facts Arkiverad 3 oktober 2015 hämtat från the Wayback Machine., läst 28 juli 2016.